# Jiří Brdečka
Jiří Brdečka, né à Hranice na Moravě (alors en Autriche-Hongrie) le 24 décembre 1917 et mort à Prague le 2 février 1982 , est un écrivain, réalisateur et artiste tchèque,.

## Biographie
Brdečka étudie à l'Université Charles à Prague jusqu'à l'occupation allemande de la Tchécoslovaquie quand les Nazis ferment les hautes écoles en 1939. Il est alors commis d'administration au Musée municipal de Prague (Městském de muzeu v Praze) et travaille occasionnellement en tant que caricaturiste et journaliste dans la presse écrite. En 1943, il travaille dans le domaine du film d'animation et, en 1949, il est réalisateur et scénariste aux Studios Barrandov à Prague.
Il a notamment écrit L'Homme à ressorts et les SS, Le Rossignol et l'Empereur de Chine, L'Empereur et le Golem, Enfants perdus, L'Invention diabolique, Le Songe d'une nuit d'été, Le Baron de Crac, Un jour un chat, Jo limonade, Adèle n'a pas encore dîné, et Le mystérieux château des Carpathes.

## Filmographie partielle
- 1946 : Le Cadeau coréalisé avec Jiří Trnka
- 1949 : Le Chant de la prairie coréalisé avec Jiří Trnka
- 1952 : Les Vieilles Légendes tchèques coréalisé avec Jiří Trnka
- 1959 : Le Songe d'une nuit d'été coréalisé avec Jiří Trnka
- 1977 : Adèle n'a pas encore dîné de Oldřich Lipský (scénario)
- 1981 : Le Mystère du Château des Carpathes (Tajemstvi hradu v Karpatech)